# Котре
Котре́ или Котрэ (фр. Cauterets, окс. Cautarés) — горнолыжный и термальный курорт и коммуна в департаменте Верхние Пиренеи на юго-западе Франции близ границы с Испанией.

## География
Окружённый цепью горных массивов  Пиреней, Котре расположен на высоте 1000 метров над уровнем моря в 32 км (20 милях) к юго-западу от Лурда в красивой долине Гав-де-Котре и граничит с Национальным парком Пиренеи. Ближайшие к Котре крупные города – Тарб, По, Тулуза, Бордо, Биарриц.
Котре является отправной точкой многочисленных экскурсий на пики Пегер (2316 м), Монне (2723 м), Кабалирос (2333 м), Шабарру (2910 м), Виньмаль (3298 м) и другие. Пик Гоб расположен примерно в 1 часе и 30 минутах ходьбы от Котре.

## Население
Население коммуны на 2010 год составляло 1139 человек.
| 1962 | 1968 | 1975 | 1982 | 1990 | 1999 | 2010 |
| ---- | ---- | ---- | ---- | ---- | ---- | ---- |
| 1034 | 1130 | 1065 | 1105 | 1201 | 1316 | 1139 |

## Экономика
В 2010 году среди 776 человек трудоспособного возраста (15-64 лет) 626 были экономически активными, 150 — неактивными (показатель активности — 80,7 %, в 1999 году было 80,0 %). Из 626 активных жителей работали 603 человека (306 мужчин и 297 женщин), безработных было 23 (10 мужчин и 13 женщин). Среди 150 неактивных 52 человека были учениками или студентами, 54 — пенсионерами, 44 были неактивными по другим причинам.

## Горячие источники
Котре хорошо известен своими термальными источниками. Они, главным образом, характеризуются наличием серы и силиката соды, и могут быть использованы при лечении заболеваний дыхательных путей, ревматизме, кожных заболеваний и многих других болезней. Основные термальные ванны, Терм Сезар, были открыты в 1843 году и по-прежнему работают.

## Лыжный курорт
Около Котре проложены 36 км различных лыжней и 25 спусков на высотах между 1700 м и 2500 м. Одна из самых посещаемых лыжных станций расположилась над живописным плато Камбаск, в каре Дю-Лис на высоте 2000 м.

## Достопримечательности
В городе много природных и исторических достопримечательностей. 
- Старый вокзал (1897—1899 годы). Исторический памятник с 1981 года[4]
- Старый отель «Англетер» (1879 год). Исторический памятник с 1993 года[5]
- Immeuble Continental Résidence (1882 год). Исторический памятник с 1984 года[6]

## Фотогалерея

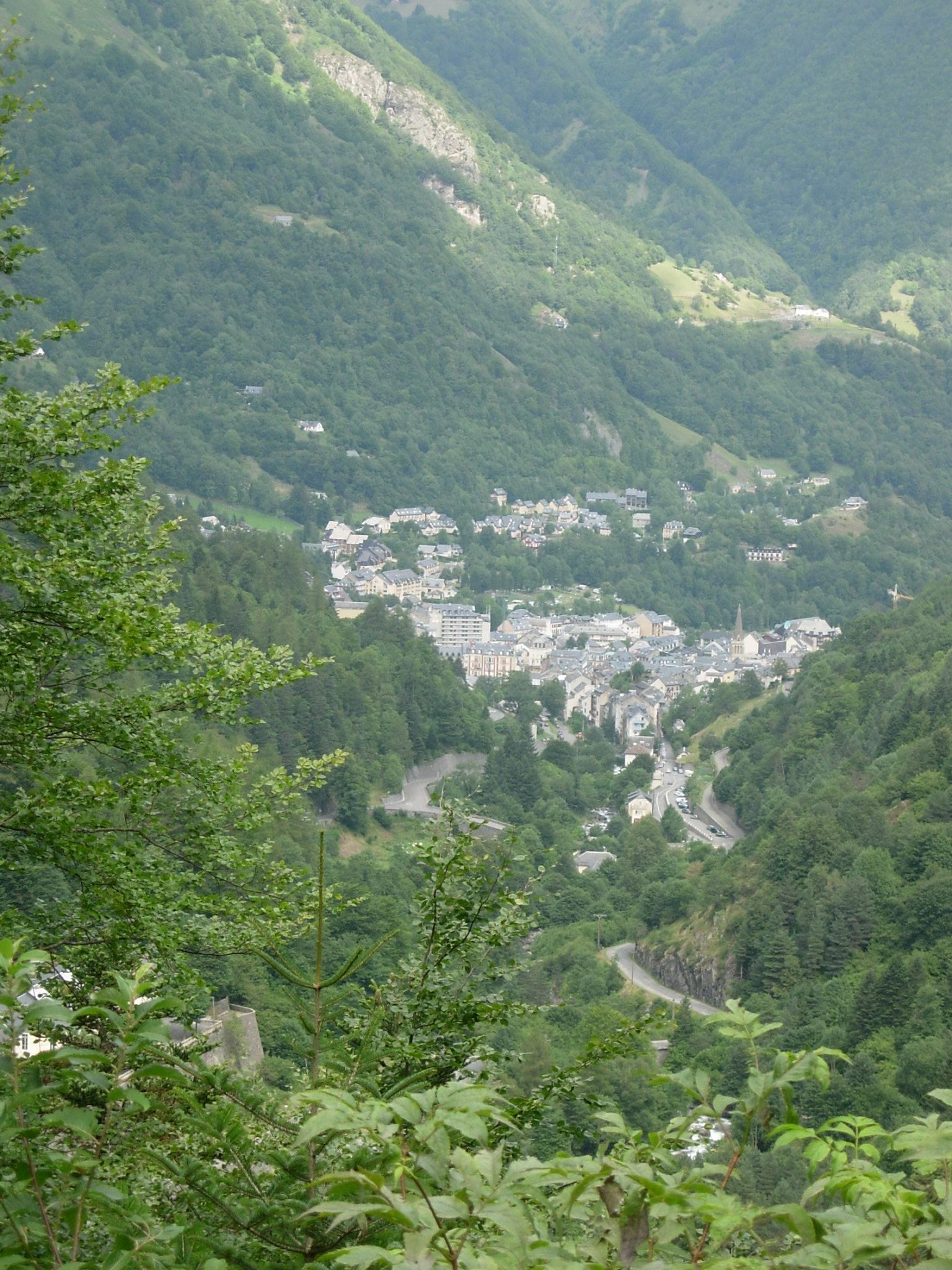
Котрэ
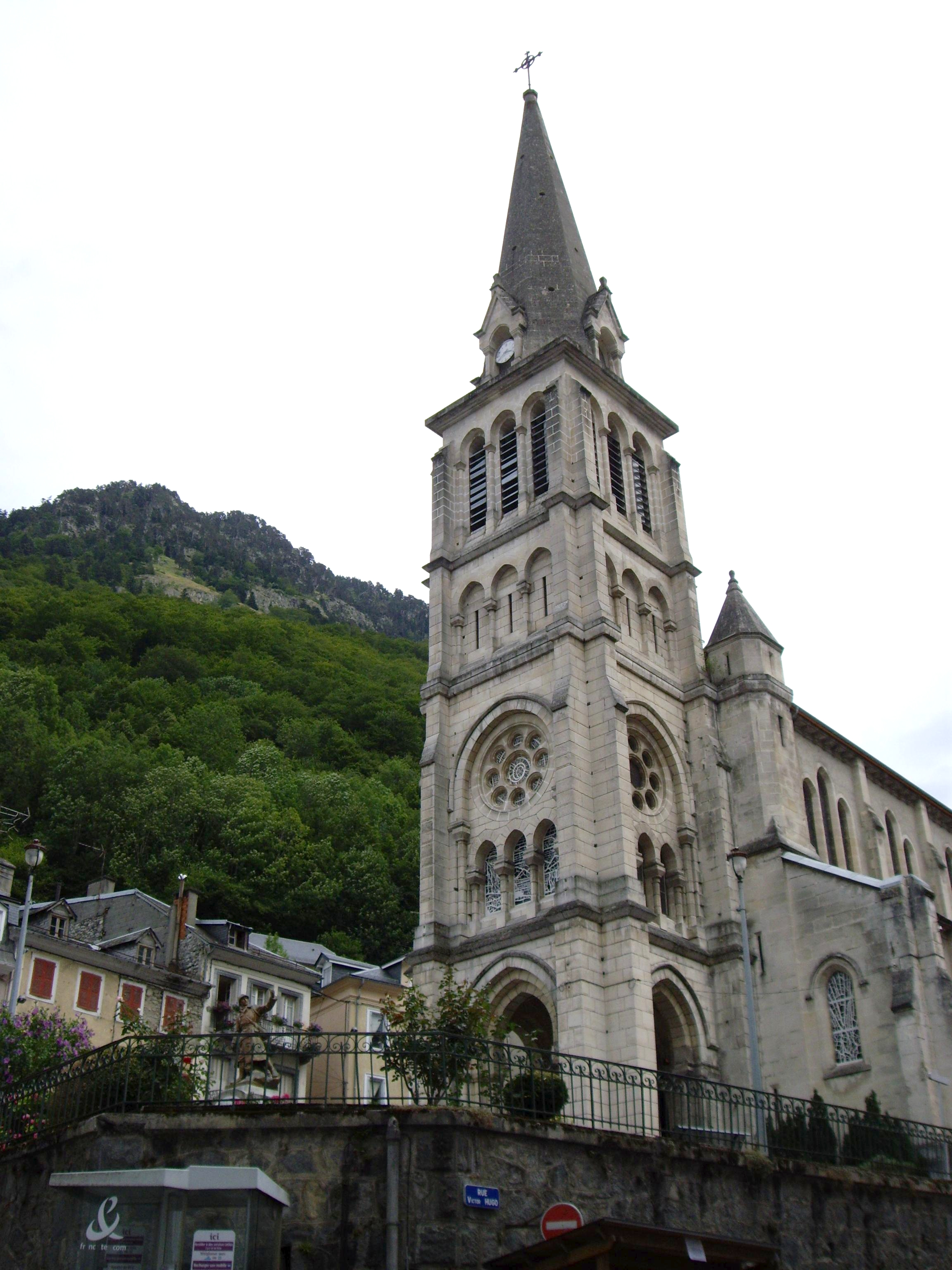
Церковь Нотр-Дам
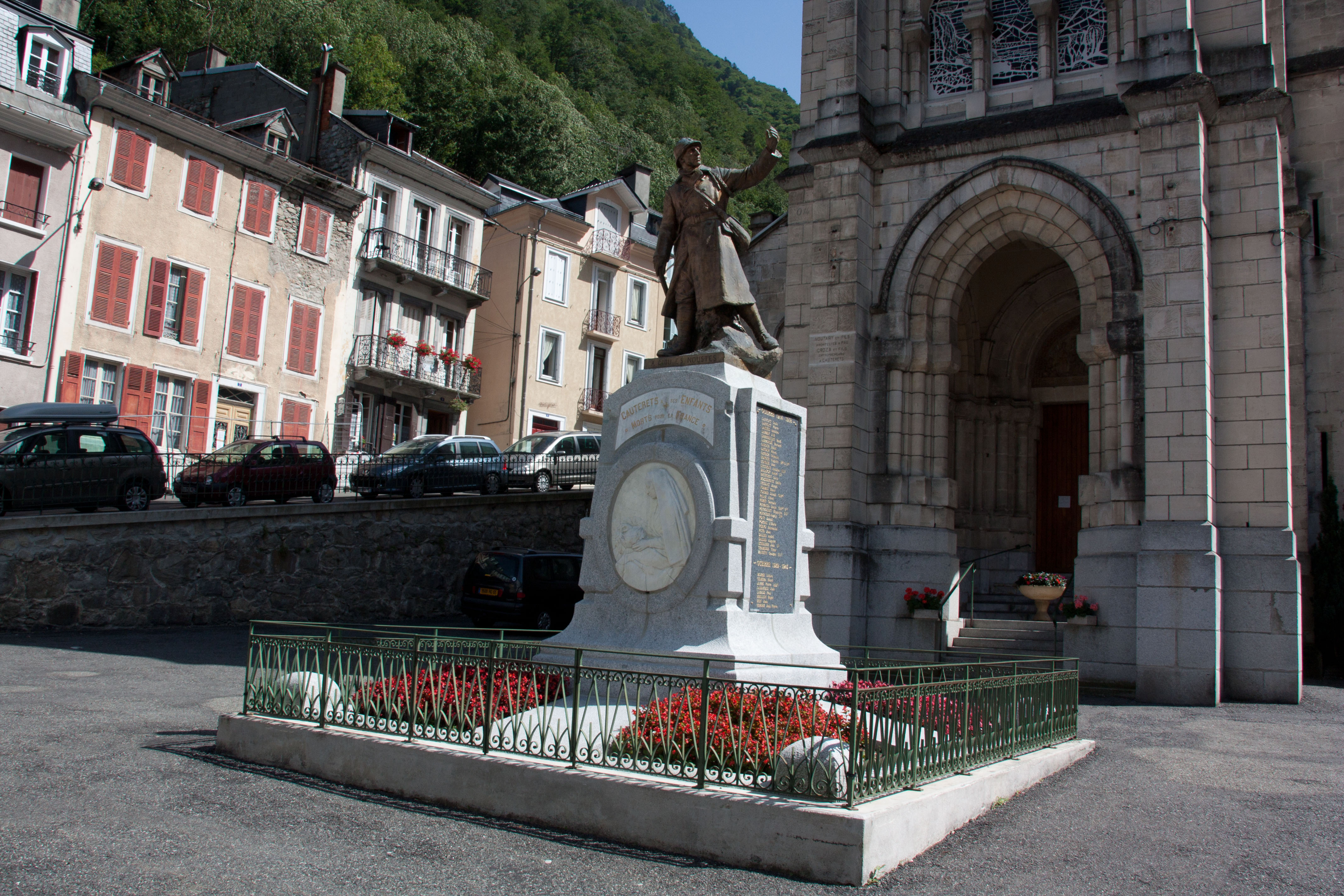
Военный мемориал
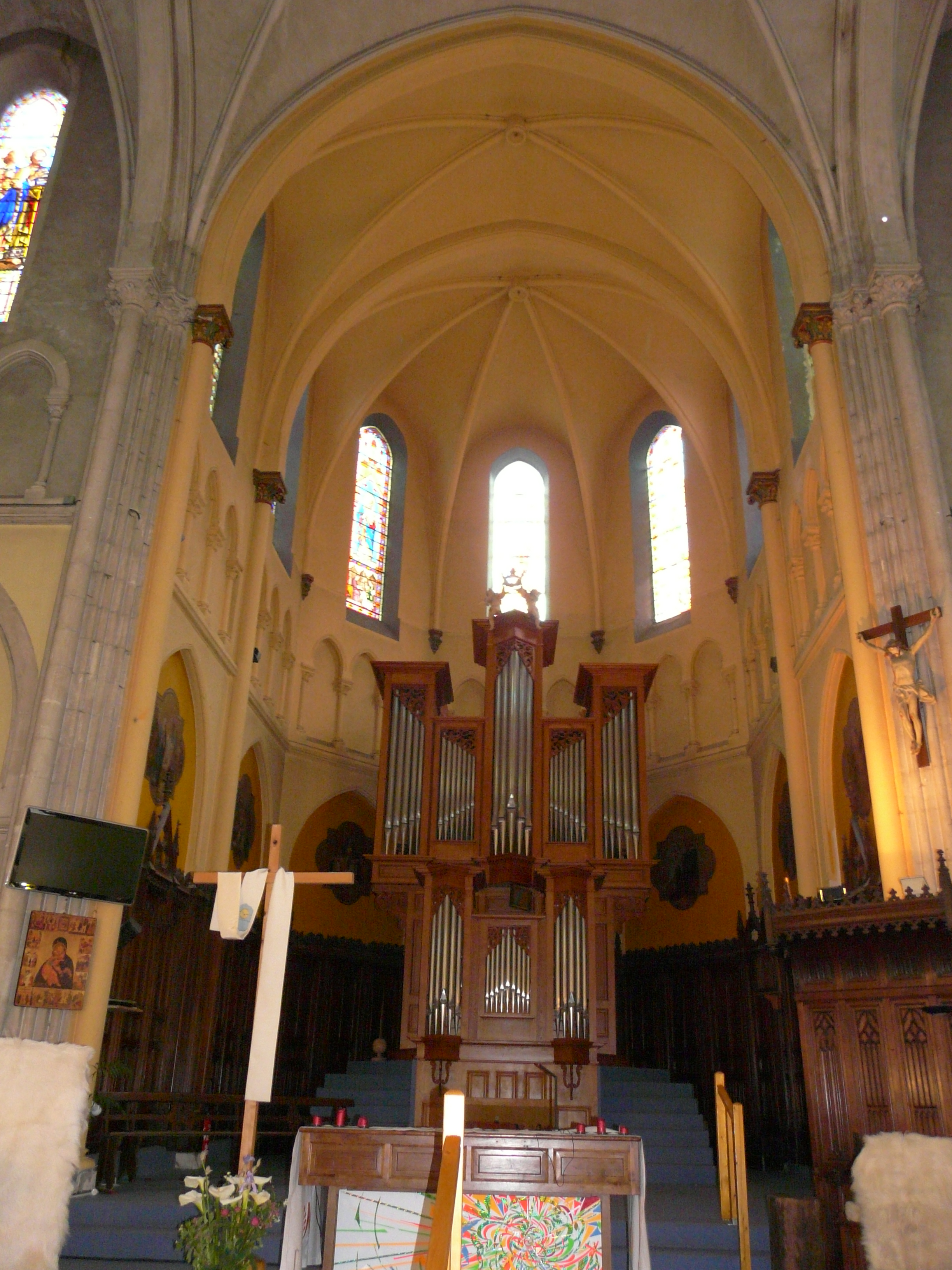
Интерьер церкви Нотр-Дам
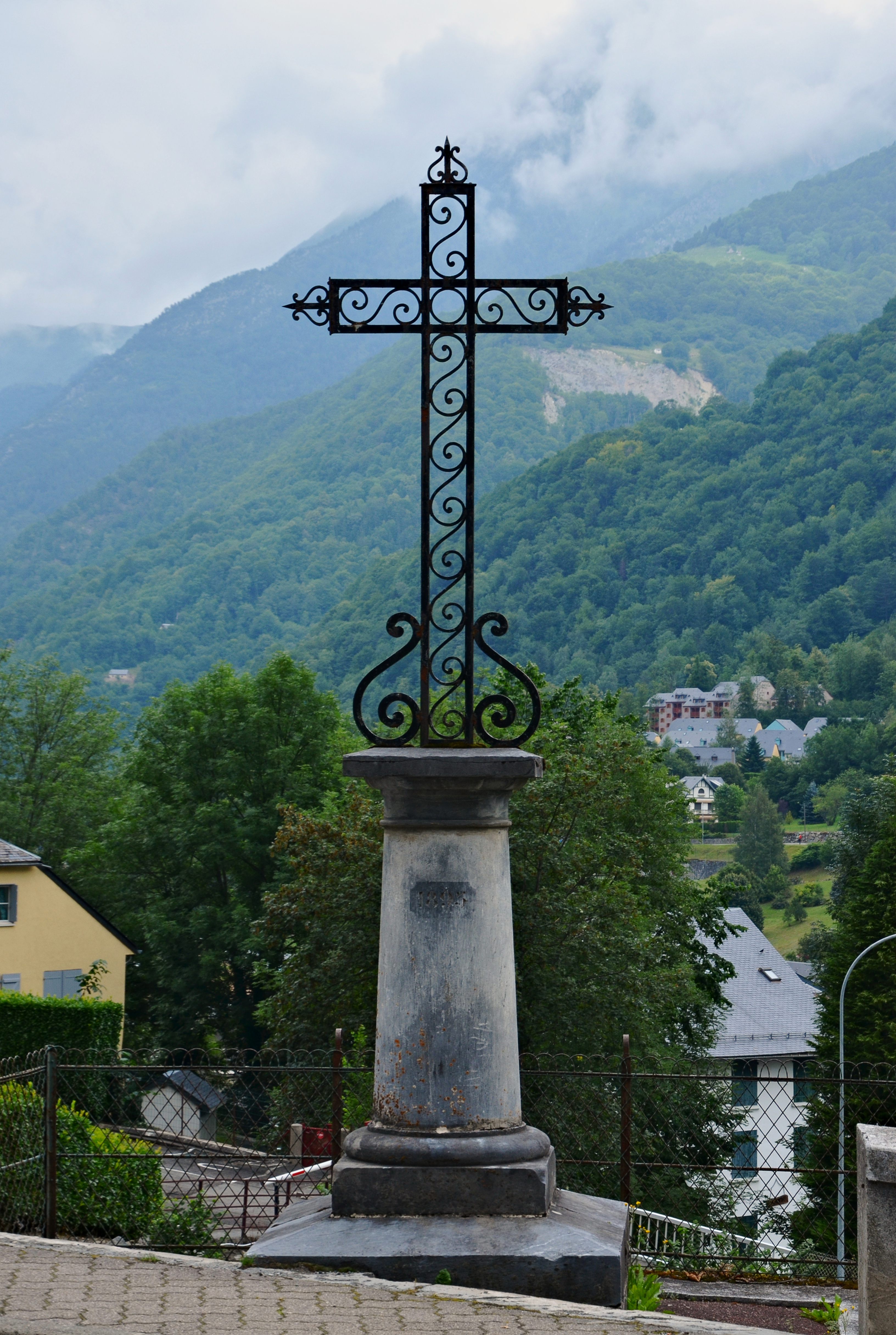
Крест